# Ján Kozák (ur. 1980)
Ján Kozák (ur. 22 kwietnia 1980 w Koszycach) – słowacki piłkarz występujący na pozycji pomocnika. Obecnie gra w Slovanie Bratysława. Jego ojciec – Ján był srebrnym medalistą Mistrzostw Europy 1980 w barwach Czechosłowacji.

## Kariera klubowa
Ján Kozák zawodową karierę rozpoczynał w 1997 roku w MFK Koszyce. Następnie grał kolejno w takich klubach jak KSC Lokeren, Slavia Praga, ponownie MFK Koszyce, West Bromwich oraz FC Artmedia Petržalka. Przyczynił się do awansu Petržalki do fazy grupowej Ligi Mistrzów 2005/2006. W Champions League strzelił między innymi bramkę Rangers F.C. Dla Petržalki rozegrał łącznie 143 ligowe pojedynki, po czym w styczniu 2009 roku odszedł do Slovana Bratysława. Grał też w takich klubach jak: FC Timișoara, AE Larisa i Bunyodkor Taszkent.

## Kariera reprezentacyjna
W reprezentacji Słowacji zadebiutował 3 września 2005 roku w rozegranym na stadionie Tehelné pole meczu z Niemcami. Razem z drużyną narodową brał udział między innymi w eliminacjach do Mistrzostw Europy 2008 oraz eliminacjach do Mistrzostw Świata 2010.